# Constance Shulman
Pour les articles homonymes, voir Shulman.
Constance Shulman, née le 4 avril 1958 à Johnson City dans le Tennessee, est une actrice de série télévisée américaine.

## Vie privée
Elle est mariée à l'acteur Reed Birney. Leur fille, Gus Birney, est également actrice.

## Filmographie

### Cinéma

#### Longs métrages
- 1989 : Autant en emporte Fletch ! : Cindy Mae
- 1989 : Le Carrefour des innocents : l'esthéticienne
- 1990 : Men Don't Leave : Carly
- 1990 : Reversal of Fortune : la pharmacienne
- 1991 : He Said, She Said
- 1991 : McBain : Dr Blazier
- 1991 : Fried Green Tomatoes : Missy
- 1993 : Weekend at Bernie's II
- 1999 : Doug, le film : la voix de Patricia 'Patti' Mayonnaise
- 1999 : Sweet and Lowdown
- 2008 : A Jersey Christmas : Connie

#### Courts métrages
- 2009 : Finding Jean Lewis : Connie Lewis

### Télévision

#### Séries télévisées
- 1989 : The Days and Nights of Molly Dodd : Bonnie Sayles
- 1991–1994 : Doug : la voix de Patricia 'Patti' Mayonnaise
- 1994 : Heavens to Betsy : Lilly Walker
- 1996 : The Faculty : Shelly Ray
- 1996–1999 : Doug : la voix de Patricia 'Patti' Mayonnaise
- 2014 : New York, unité spéciale (saison 15, épisode 14) : la gérante de la garderie
- 2013–2019 : Orange Is the New Black : Yoga Jones (48 épisodes)
- 2017 : The Blacklist : Sofia

#### Téléfilms
- 1991 : Lethal Innocence : Nell Willis